# SN 2002L
SN 2002L – supernowa odkryta 9 stycznia 2002 roku w galaktyce A022655+0021. W momencie odkrycia miała maksymalną jasność 23,80m.